# Tension Tour
Tension Tour é a décima sexta turnê de shows da cantora australiana Kylie Minogue. Ela começará em 15 de fevereiro de 2025 em Perth, Austrália, e está programada para terminar em 26 de agosto de 2025 em Monterrey, no México, consistindo em 66 shows.
Minogue anunciou a Tension Tour em setembro de 2024, após o lançamento de seu décimo sexto álbum de estúdio, Tension (2023), e antes do lançamento de seu décimo sétimo álbum de estúdio, Tension II (2024).

## Antecedentes

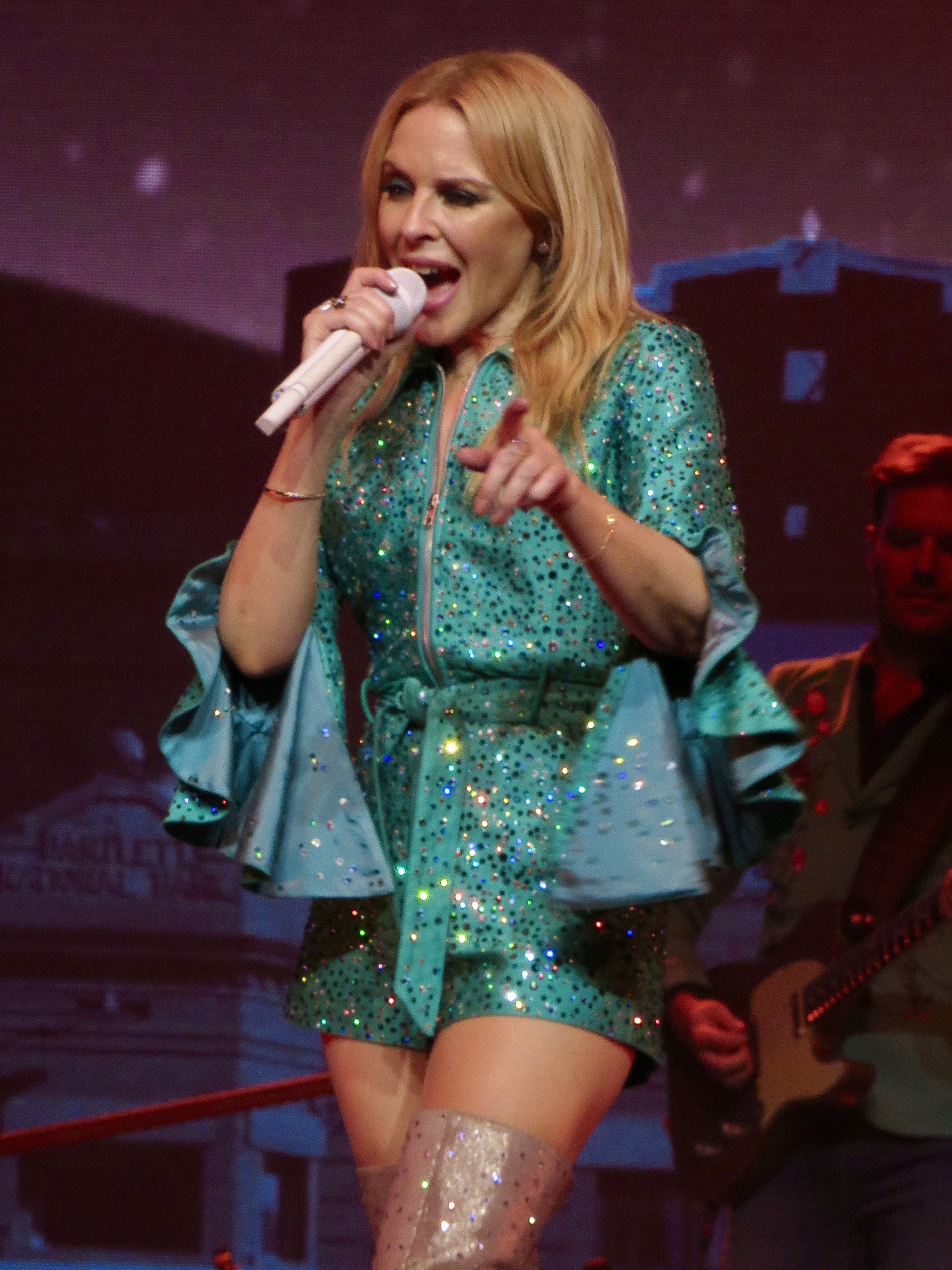
Minogue se apresentando durante a Golden Tour em 2018.

Kylie Minogue embarcou na Golden Tour, sua décima quinta turnê de shows de 2018 a 2019, em apoio ao seu décimo quarto álbum de estúdio Golden (2018). A turnê foi um sucesso comercial, com a Billboard e a Pollstar relatando que os três shows da turnê em Londres, Inglaterra, na The O2 Arena arrecadaram US$ 3.368.900 com 30.100 ingressos vendidos, colocando-a na oitava posição entre os maiores shows de setembro de 2018. Em 2020, Minogue lançou seu décimo quinto álbum de estúdio, Disco. Devido à pandemia de COVID-19 em andamento, ela transmitiu ao vivo um show especial, intitulado Infinite Disco, com músicas do álbum, bem como músicas anteriores de sua discografia. Em setembro de 2023, Minogue lançou seu décimo sexto álbum de estúdio Tension.

### Datas nos Estados Unidos
Durante a promoção de Tension, Minogue primeiro sugeriu a possibilidade de uma turnê nos Estados Unidos. Durante uma aparição em 12 de julho de 2023 no talk show Watch What Happens Live com Andy Cohen, ela deu a entender que uma turnê ou residência em Las Vegas eram "muito possíveis" na época. Quinze dias depois, a More Than Just a Residency foi anunciada. Servindo como sua residência inaugural no Voltaire no The Venetian Las Vegas, o show ocorreu de novembro de 2023 a maio de 2024. Após os shows inicialmente planejados para novembro de 2023 terem esgotado os ingressos e a alta demanda contínua, datas adicionais que vão de dezembro do mesmo ano a maio de 2024 foram anunciadas em agosto de 2023.
Durante uma aparição em fevereiro de 2024 no The Jennifer Hudson Show, Minogue anunciou que os planos para uma turnê nos Estados Unidos estavam em andamento, revelando: "Ainda não tenho as datas, mas estamos trabalhando nisso."

### Datas internacionais
Em 19 de setembro de 2024, Minogue anunciou as datas da Tension Tour na Ásia, Austrália e Europa. Em conexão com o anúncio da turnê, ela revelou que Tension II, uma sequência de Tension de 2023, seria lançado em 18 de outubro do mesmo ano. Em uma declaração sobre o anúncio da turnê, Minogue declarou: "Estou muito animada para anunciar a 'Tension Tour' para 2025. Mal posso esperar para compartilhar momentos lindos e selvagens com fãs em todo o mundo, celebrando a era Tension e muito mais! Tem sido uma jornada emocionante até aqui e agora, prepare-se para o seu close porque eu estarei chamando Luzes, Câmera, Ação... e haverá muito Padaming!" Mais shows australianos foram anunciados em 25 de setembro. No dia seguinte, foram anunciados dois shows adicionais em Manchester e Londres, respectivamente.
Em 30 de setembro, durante uma aparição no Capital Breakfast da Capital FM, datas adicionais em Londres, Birmingham e Glasgow foram anunciadas, sendo anunciadas como os shows finais a serem realizados no Reino Unido. Em 3 de outubro de 2024, os shows na América do Norte foram anunciados, marcando sua primeira turnê na região desde a turnê Aphrodite: Les Folies, de 2011. Em 7 de outubro, Minogue anunciou dois shows na França durante uma aparição no Quotidien, com mais datas na Europa sendo adicionadas no dia seguinte. Devido à alta demanda, um segundo show no Madison Square Garden foi anunciado para 9 de outubro, poucas horas após o início da venda ao público. Dois dias depois, Minogue anunciou que Rita Ora e Romy seriam as atrações de atos de abertura nos shows na América do Norte.[carece de fontes?]

## Produção
Durante uma aparição no podcast Ricki-Lee, Tim & Joel da Nova FM, Minogue revelou que o repertório incluiria os lançamentos de Disco (2020), Tension (2023) e Tension II (2024), bem como "alguns de seus antigos sucessos" e o que ela descreveu como um conceito experimental de "trip house" dos anos 90, citando projetos que ela havia feito antes e dos quais "se afastou". Ela citou o remix de "Confide in Me" dos Brothers in Rhythm como inspiração.

## Setlist
O setlist abaixo corresponde ao concerto de abertura, feito em Perth, na Austrália, em 15 de fevereiro de 2025.
Act I
- "Lights, Camera, Action" (contém elementos de Satisfaction, de Benny Benassi)
- "In Your Eyes" (versão do álbum Infinite Disco)
- "Get Outta My Way"
- "What Do I Have To Do?"
- "Come Into My World" (versão do álbum Abbey Road Sessions; Contém elementos de "Steve Anderson Remix")
- "Good As Gone"
- "Spinning Around"

Act II
- "Taboo" (interlude em vídeo)
- "On a Night Like This"
- "Better The Devil You Know"
- "Shocked"
- "I Believe In You"
- "Things We Do For Love"
- "The Loco-motion" (performado em direção ao palco B)

Act III (B-Stage)
- "Hold On To Now"
- "last night i dreamt i fell in love"
- "Where The Wild Roses Grow"
- "Breathe" (à pedido dos fãs)
- "I Should Be So Lucky" (à pedido dos fãs)
- "Say Something"
- DISCO Medley
  - "Supernova"
  - "Real Groove" (performado em direção ao palco principal)
  - "Monday Blues"
  - "Where Does The DJ Go?"

Act IV (Main Stage)
- "Last Night a DJ Saved My Life" (interlude em vídeo)
- "Confide In Me"
- "Slow" (contém elementos de "Chemical Brothers Remix")
- "Timebomb"
- "Edge of Saturday Night"

Act V
- "Padam Padam"
- "Can't Get You Out Of My Head"
- "All The Lovers"

Encore
- "Tension"
- "Love At First Sight"

## Datas
| Data                       | Cidade                  | País                    | Local                         | Ato(s) de abertura      | Público                 | Receita                 |  |  |  |  |
| Etapa 1 — Ásia-Pacífico    | Etapa 1 — Ásia-Pacífico | Etapa 1 — Ásia-Pacífico | Etapa 1 — Ásia-Pacífico       | Etapa 1 — Ásia-Pacífico | Etapa 1 — Ásia-Pacífico | Etapa 1 — Ásia-Pacífico |  |  |  |  |
| -------------------------- | ----------------------- | ----------------------- | ----------------------------- | ----------------------- | ----------------------- | ----------------------- |  |  |  |  |
| 15 de fevereiro            | Perth                   | Austrália               | RAC Arena                     | —                       | —                       | —                       |  |  |  |  |
| 18 de fevereiro            | Adelaide                | Austrália               | Entertainment Centre          | —                       | —                       | —                       |  |  |  |  |
| 20 de fevereiro            | Melbourne               | Austrália               | Rod Laver Arena               | —                       | —                       | —                       |  |  |  |  |
| 21 de fevereiro            | Melbourne               | Austrália               | Rod Laver Arena               | —                       | —                       | —                       |  |  |  |  |
| 22 de fevereiro            | Melbourne               | Austrália               | Rod Laver Arena               | —                       | —                       | —                       |  |  |  |  |
| 26 de fevereiro            | Brisbane                | Austrália               | Brisbane Entertainment Centre | —                       | —                       | —                       |  |  |  |  |
| 27 de fevereiro            | Brisbane                | Austrália               | Brisbane Entertainment Centre | —                       | —                       | —                       |  |  |  |  |
| 1 de março                 | Sydney                  | Austrália               | Qudos Bank Arena              | —                       | —                       | —                       |  |  |  |  |
| 2 de março                 | Sydney                  | Austrália               | Qudos Bank Arena              | —                       | —                       | —                       |  |  |  |  |
| 3 de março                 | Sydney                  | Austrália               | Qudos Bank Arena              | —                       | —                       | —                       |  |  |  |  |
| 10 de março                | Banguecoque             | Tailândia               | Paragon Hall                  | —                       | —                       | —                       |  |  |  |  |
| 12 de março                | Tóquio                  | Japão                   | Ariake Arena                  | —                       | —                       | —                       |  |  |  |  |
| 15 de março                | Kaohsiung               | República da China      | Kaohsiung Arena               | —                       | —                       | —                       |  |  |  |  |
| Etapa 2 — América do Norte |                         |                         |                               | —                       | —                       | —                       |  |  |  |  |
| 29 de março                | Toronto                 | Canadá                  | Scotiabank Arena              | Romy                    | —                       | —                       |  |  |  |  |
| 30 de março                | Montreal                | Canadá                  | Centre Bell                   | Romy                    | —                       | —                       |  |  |  |  |
| 2 de abril                 | Rosemont                | Estados Unidos          | Allstate Arena                | Romy                    | —                       | —                       |  |  |  |  |
| 4 de abril                 | Nova Iorque             | Estados Unidos          | Madison Square Garden         | Romy                    | —                       | —                       |  |  |  |  |
| 5 de abril                 | Nova Iorque             | Estados Unidos          | Madison Square Garden         | Romy                    | —                       | —                       |  |  |  |  |
| 8 de abril                 | Washington, D.C.        | Estados Unidos          | Capital One Arena             | Romy                    | —                       | —                       |  |  |  |  |
| 9 de abril                 | Boston                  | Estados Unidos          | TD Garden                     | Romy                    | —                       | —                       |  |  |  |  |
| 11 de abril                | Atlanta                 | Estados Unidos          | State Farm Arena              | Rita Ora                | —                       | —                       |  |  |  |  |
| 13 de abril                | Orlando                 | Estados Unidos          | Kia Center                    | Rita Ora                | —                       | —                       |  |  |  |  |
| 14 de abril                | Miami                   | Estados Unidos          | Kaseya Center                 | Rita Ora                | —                       | —                       |  |  |  |  |
| 17 de abril                | Austin                  | Estados Unidos          | Moody Center                  | Rita Ora                | —                       | —                       |  |  |  |  |
| 19 de abril                | Phoenix                 | Estados Unidos          | Footprint Center              | Rita Ora                | —                       | —                       |  |  |  |  |
| 22 de abril                | São Francisco           | Estados Unidos          | Chase Center                  | Rita Ora                | —                       | —                       |  |  |  |  |
| 25 de abril                | Seattle                 | Estados Unidos          | Climate Pledge Arena          | Rita Ora                | —                       | —                       |  |  |  |  |
| 26 de abril                | Vancouver               | Canadá                  | Pacific Coliseum              | Rita Ora                | —                       | —                       |  |  |  |  |
| 2 de maio                  | Los Angeles             | Estados Unidos          | Crypto.com Arena              | Rita Ora                | —                       | —                       |  |  |  |  |
| Etapa 3 — Europa           |                         |                         |                               |                         | —                       | —                       |  |  |  |  |
| 16 de maio                 | Glasgow                 | Escócia                 | OVO Hydro                     | —                       | —                       | —                       |  |  |  |  |
| 17 de maio                 | Newcastle               | Inglaterra              | Utilita Arena                 | —                       | —                       | —                       |  |  |  |  |
| 19 de maio                 | Manchester              | Inglaterra              | AO Arena                      | —                       | —                       | —                       |  |  |  |  |
| 20 de maio                 | Manchester              | Inglaterra              | AO Arena                      | —                       | —                       | —                       |  |  |  |  |
| 22 de maio                 | Liverpool               | Inglaterra              | M&S Bank Arena                | —                       | —                       | —                       |  |  |  |  |
| 23 de maio                 | Sheffield               | Inglaterra              | Utilita Arena                 | —                       | —                       | —                       |  |  |  |  |
| 26 de maio                 | Londres                 | Inglaterra              | The O2 Arena                  | —                       | —                       | —                       |  |  |  |  |
| 27 de maio                 | Londres                 | Inglaterra              | The O2 Arena                  | —                       | —                       | —                       |  |  |  |  |
| 30 de maio                 | Nottingham              | Inglaterra              | Motorpoint Arena              | —                       | —                       | —                       |  |  |  |  |
| 31 de maio                 | Birmingham              | Inglaterra              | Bp pulse LIVE                 | —                       | —                       | —                       |  |  |  |  |
| 2 de junho                 | Londres                 | Inglaterra              | The O2 Arena                  | —                       | —                       | —                       |  |  |  |  |
| 3 de junho                 | Londres                 | Inglaterra              | The O2 Arena                  | —                       | —                       | —                       |  |  |  |  |
| 5 de junho                 | Birmingham              | Inglaterra              | Bp pulse LIVE                 | —                       | —                       | —                       |  |  |  |  |
| 6 de junho                 | Glasgow                 | Escócia                 | OVO Hydro                     | —                       | —                       | —                       |  |  |  |  |
| 23 de junho                | Espoo                   | Finlândia               | Espoo Metro Areena            | —                       | —                       | —                       |  |  |  |  |
| 25 de junho                | Estocolmo               | Suécia                  | Avicii Arena                  | —                       | —                       | —                       |  |  |  |  |
| 27 de junho                | Odense                  | Dinamarca               | Tusindårsskoven               | —                       | —                       | —                       |  |  |  |  |
| 29 de julho                | Bercy                   | França                  | AccorHotels Arena             | —                       | —                       | —                       |  |  |  |  |
| 1 de julho                 | Antuérpia               | Bélgica                 | Sportpaleis                   | —                       | —                       | —                       |  |  |  |  |
| 3 de julho                 | Amesterdã               | Países Baixos           | Ziggo Dome                    | —                       | —                       | —                       |  |  |  |  |
| 4 de julho                 | Berlim                  | Alemanha                | Uber Arena                    | —                       | —                       | —                       |  |  |  |  |
| 6 de julho                 | Zurique                 | Suíça                   | Hallenstadion                 | —                       | —                       | —                       |  |  |  |  |
| 7 de julho né              | Düsseldorf              | Alemanha                | PSD Bank Dome                 | —                       | —                       | —                       |  |  |  |  |
| 9 de julho                 | Estugarda               | Alemanha                | Schlossplatz                  | —                       | —                       | —                       |  |  |  |  |
| 10 de julho                | Décines-Charpieu        | França                  | LDLC Arena                    | —                       | —                       | —                       |  |  |  |  |
| 12 de julho                | Bilbau                  | Espanha                 | Monte Cobetas                 | —                       | —                       | —                       |  |  |  |  |
| 14 de julho                | Sevilha                 | Espanha                 | Plaza de España               | —                       | —                       | —                       |  |  |  |  |
| 15 de julho                | Lisboa                  | Portugal                | MEO Arena                     | —                       | —                       | —                       |  |  |  |  |
| 18 de julho                | Atenas                  | Grécia                  | Plateia Nerou                 | —                       | —                       | —                       |  |  |  |  |
| Etapa 4 — América do Sul   |                         |                         |                               |                         |                         |                         |  |  |  |  |
| 7 de agosto                | Buenos Aires            | Argentina               | Movistar Arena                | —                       | —                       | —                       |  |  |  |  |
| 9 de agosto                | Mostazal                | Chile                   | Gran Arena Monticello         | —                       | —                       | —                       |  |  |  |  |
| 12 de agosto               | Santiago                | Chile                   | Movistar Arena                | —                       | —                       | —                       |  |  |  |  |
| 15 de agosto               | São Paulo               | Brasil                  | Ginásio do Ibirapuera         | —                       | —                       | —                       |  |  |  |  |
| 19 de agosto               | Bogotá                  | Colômbia                | Movistar Arena                | —                       | —                       | —                       |  |  |  |  |
| América do Norte           |                         |                         |                               |                         |                         |                         |  |  |  |  |
| 22 de agosto               | Cidade do México        | México                  | Palacio de los Deportes       | —                       | —                       |                         |  |  |  |  |
| 24 de agosto               | Guadalajara             | México                  | Auditorio Telmex              | —                       | —                       |                         |  |  |  |  |
| 26 de agosto               | Monterrey               | México                  | Auditorio citiBanamex         | —                       | —                       |                         |  |  |  |  |
| Total                      | Total                   | Total                   | Total                         | Total                   | —                       | —                       |  |  |  |  |

Lista de shows cancelados
| Data                | Cidade     | País           | Local                 | Motivo                                                 |
| ------------------- | ---------- | -------------- | --------------------- | ------------------------------------------------------ |
| 17 de março de 2025 | Manila     | Filipinas      | SM Mall of Asia Arena | Motivo não informado.                                  |
| 29 de abril de 2025 | Denver     | Estados Unidos | Ball Arena            | Conflito de horário com a Temporada da NBA de 2024–25. |
| 18 de junho de 2025 | Łódź       | Polónia        | Atlas Arena           | Laringite                                              |
| 20 de junho de 2025 | New Town   | Lituânia       | Žalgiris Arena        | Laringite                                              |
| 21 de junho de 2025 | Tallinn    | Estónia        | Unibet Arena          | Laringite                                              |
| 9 de agosto de 2025 | Montevidéu | Uruguai        | Antel Arena           | Problemas de logística.                                |